# Djupsjön (Åsele socken, Lappland, 712069-156410)
Djupsjön är en sjö i Åsele kommun i Lappland och ingår i Ångermanälvens huvudavrinningsområde. Sjön har en area på 0,198 kvadratkilometer och ligger 305,1 meter över havet.

## Delavrinningsområde
Djupsjön ingår i det delavrinningsområde (712173-156327) som SMHI kallar för Utloppet av Djupsjön. Medelhöjden är 344 meter över havet och ytan är 5,37 kvadratkilometer. Räknas de 39 avrinningsområdena uppströms in blir den ackumulerade arean 483,44 kvadratkilometer. Stamsjöån som avvattnar avrinningsområdet har biflödesordning 2, vilket innebär att vattnet flödar genom totalt 2 vattendrag innan det når havet efter 205 kilometer. Avrinningsområdet består mestadels av skog (87 procent). Avrinningsområdet har 0,3 kvadratkilometer vattenytor vilket ger det en sjöprocent på 5,5 procent.